# Caloptilia pulchella
Caloptilia pulchella là một loài bướm đêm thuộc họ Gracillariidae. Nó được tìm thấy ở Canada (Nova Scotia và Québec) Hoa Kỳ (Vermont).
Ấu trùng ăn Alnus incana và Alnus rugosa. Chúng ăn lá nơi chúng làm tổ.